# Il Falco a Hollywood
Il Falco a Hollywood (The Falcon in Hollywood) è un film del 1944 diretto da Gordon Douglas, settimo dei dieci film con protagonista Tom Conway.

## Trama
Il Falco va a Hollywood per cercare una ragazza scomparsa, ma durante l'indagine si imbatte nel cadavere di un attore. Indagherà per capire se è l'ennesima jattura di una pellicola sfortunata o se dietro c'è una mano assassina.

## Produzione
Prodotto dalla RKO Radio Pictures, il film venne girato in California, a Los Angeles.

## Distribuzione
Il film venne presentato in prima a New York l'8 dicembre 1944